# Leonard Roos af Hjelmsäter

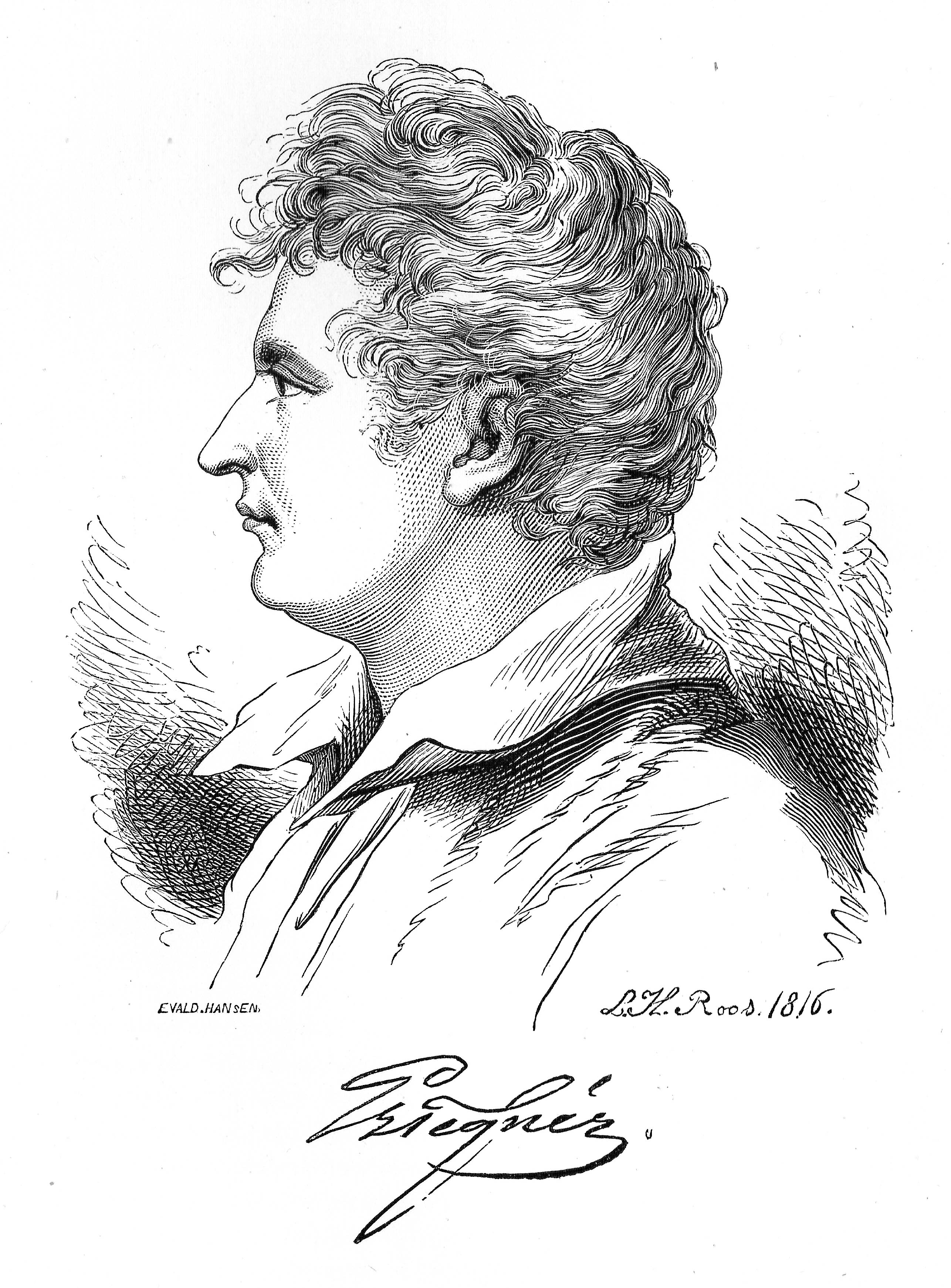
Esaias Tegnér tecknad av Leonard Roos af Hjelmsäter 1816.

Leonard Henrik Roos af Hjelmsäter, född 22 december 1787 i Värmland, död 1827 i Honda (ort), Colombia, var en svensk målare (porträttör), miniatyrmålare och författare av reseskildringar.

## Biografi
Leonard Roos af Hjelmsäter var son till ryttmästaren Carl Adam Roos af Hjelmsäter och Sophia Gustafva Bratt (Bratt från Brattfors), dotter till brukspatronen Henrik Bratt och Helena Chenon och syster till Henric Bratt d.y.. Leonard Roos af Hjelmsäter var bror till Catharina Maria Roos af Hjelmsäter och brorson till Emanuel Roos af Hjelmsäter.
Han studerade vid Konstakademien, där han 1815 blev agré och 1817 erhöll resepension, som han innehade till slutet av 1822. Han uppehöll sig under en utlandsvistelse huvudsakligen i Wien, Dresden men mest i Rom fram till 1822. (Hans strödda anteckningar under resan till Tyskland och Italien utgavs av K. E. Ekmarck 1836.) Före resan hade han gjort sig känd genom porträtt i akvarell: självporträtt (omkring 1810, Nationalmuseum), Alexander Hambré (samma år, konstakademien), Esias Tegnér (i profil, 1816, ett ofta reproducerad porträtt), sångaren Edouard du Puy (samma år, i Nationalmuseum).
Han målade även i miniatyr (bland annat ett som dokument intressant porträtt av Tobias Sergel på gamla dagar, 1813, i Konstakademien). I utlandet kopierade han gamla målningar och lärde sig även porslinsmålning. Efter hemkomsten utförde han mest porträtt i konturetsning; porträtten, i profil efter egna teckningar, är raskt utförda, och personkaraktären är ofta väl träffad. Han utgav flera serier, Porträtter af aflidna riksdagsmän (1823), Sveriges konungalängd (1824) och Porträttgalleri af svenske poeter, vältalare och konstnärer (samma år). I oktober 1824 följde han med på en guldsökarexpedition till Colombia, dit man anlände i mars 1825. Expeditionen upplöstes dock snart när det visade sig att spekulationerna om rika guld- och silverfyndigheter var en chimär. R. begav sig nu till New York där han började ge ut en porträttserie, Les Acteurs les plus distingués des Théâtres américains (1825, endast ett häfte torde ha utkommit). Därefter synes R. ha återvänt till Sydamerika där han ska ha sysslat med bearbetning av guld- och silverfyndigheter. Han avled i maj 1827 i Colombia i vad som sagts vara sviterna av ett ormbett, men inom familjen trodde man att han mördats på grund av att han i bagaget medförde alltför mycket guld och dyrbara kaméer.
Roos af Hjelmsäter är representerad med ett självporträtt på Nationalmuseum i Stockholm och vid Göteborgs konstmuseum.